# Carl Friedrich Bruch
Pour les articles homonymes, voir Bruch.
Carl Friedrich Bruch est un ornithologue allemand, né le 11 mars 1789 et mort le 21 décembre 1857.
Il propose en 1828 un système de la classification basé sur trois noms (et non deux comme dans la nomenclature binomiale linnéenne). Il sera notamment utilisé par Hermann Schlegel (1804-1884), à la suggestion de Christian Ludwig Brehm (1787-1864), afin de trouver une classification satisfaisante pour les races géographiques d’oiseaux.